# Minimundus
Minimundus è un parco in miniatura che si trova nei dintorni di Klagenfurt, città sul Wörthersee in Carinzia (Austria).
Il parco ospita una mostra di famosi edifici in miniatura, non solo austriaci ma anche di tutto il mondo. Tra gli edifici riprodotti ci sono il Stephansdom, l'Atomium e anche la CN Tower di Toronto.

## Storia
Il parco fu inaugurato, con il nome di "Mini-Europe", nel luglio 1957 da alcuni cittadini olandesi. Tuttavia, a causa della poca attratività dei pochi modelli in legno, il parco fallì dopo appena 8 settimane soffocato dai debiti. Nel 1958 Peter Zojer, presidente dell'organizzazione "Rettet das kind" (letteralmente "Salva il bambino"), credette nel progetto ed acquistò i 15.000 m² del parco, impegnandosi inoltre ad ampliarlo. Il parco venne quindi riaperto al pubblico nel 1959, con molto successo (48.182 visitatori). Nel 1962 ci furono 106.000 visitatori, mentre il visitatore numero 1.000.000 entrò nel 1967.
Nel 1977 il parco fu ampliato fino agli attuali 26.000 m², consentendo 'esposizioni di molte altre miniature, tra cui la cattedrale di Santo Stefano. Nel 1982-1983 fu realizzato un ufficio di direzione ed un laboratorio, nel quale sono state realizzate molto miniature fino agli anni 1990, grazie anche all'aiuto di studenti e decoratori professionisti.
Negli ultimi anni, è stato realizzato un parco giochi per bambini e un Kindererlebnisweg per i visitatori più giovani. Le aperture serali del mercoledì sera nei mesi di luglio e agosto ospitano eventi e concerti.
L'organizzazione umanitaria "Rettet das kind" è tuttora proprietaria del parco e i cui proventi sono destinate ai bambini bisognosi della Carinzia e alle loro famiglie.
In passato il Minimundus di Klagenfurt ha collaborato con un altro parco di miniature sul lago Bodensee, il quale ha poi cessato l'attività nel 2013.

## Miniature
Nel parco sono presenti 156 miniature in scala 1:25 di edifici, di cui circa un terzo è costituito da riproduzioni dei palazzi più famosi dell'Austria. I restanti edifici, esposti nei 26.000 m² del parco, sono edifici di tutti il mondo. Sono altresì presenti miniature di navi e treni.
Per la costruzione delle miniature, vengono utilizzati materiali originali (come arenaria, tufo, marmo, acciaio, ecc), che vengono applicati al nucleo di costruzione in cemento armato dai decoratori. La maggior parte dei modelli sono costruiti su strutture trasportabili e, durante la chiusura invernale, possono essere esposti in vari luoghi. Il costo medio di ogni miniatura è di circa 500.000 euro.
La miniatura più importante è quella della basilica di San Pietro, realizzata in marmo travertino originale: l'opera, costata oltre 700.000 euro, fu presentata al pubblico nel 1990 dopo sei anni di lavori. Un'altra miniatura notevole è quella del castello di Miramare, composta da oltre 28.000 pezzi.
La miniatura più grande è la CN di Toronto, realizzata in cemento armato e alta 23 metri, con peso complessivo di 20 tonnellate.

## Galleria d'immagini

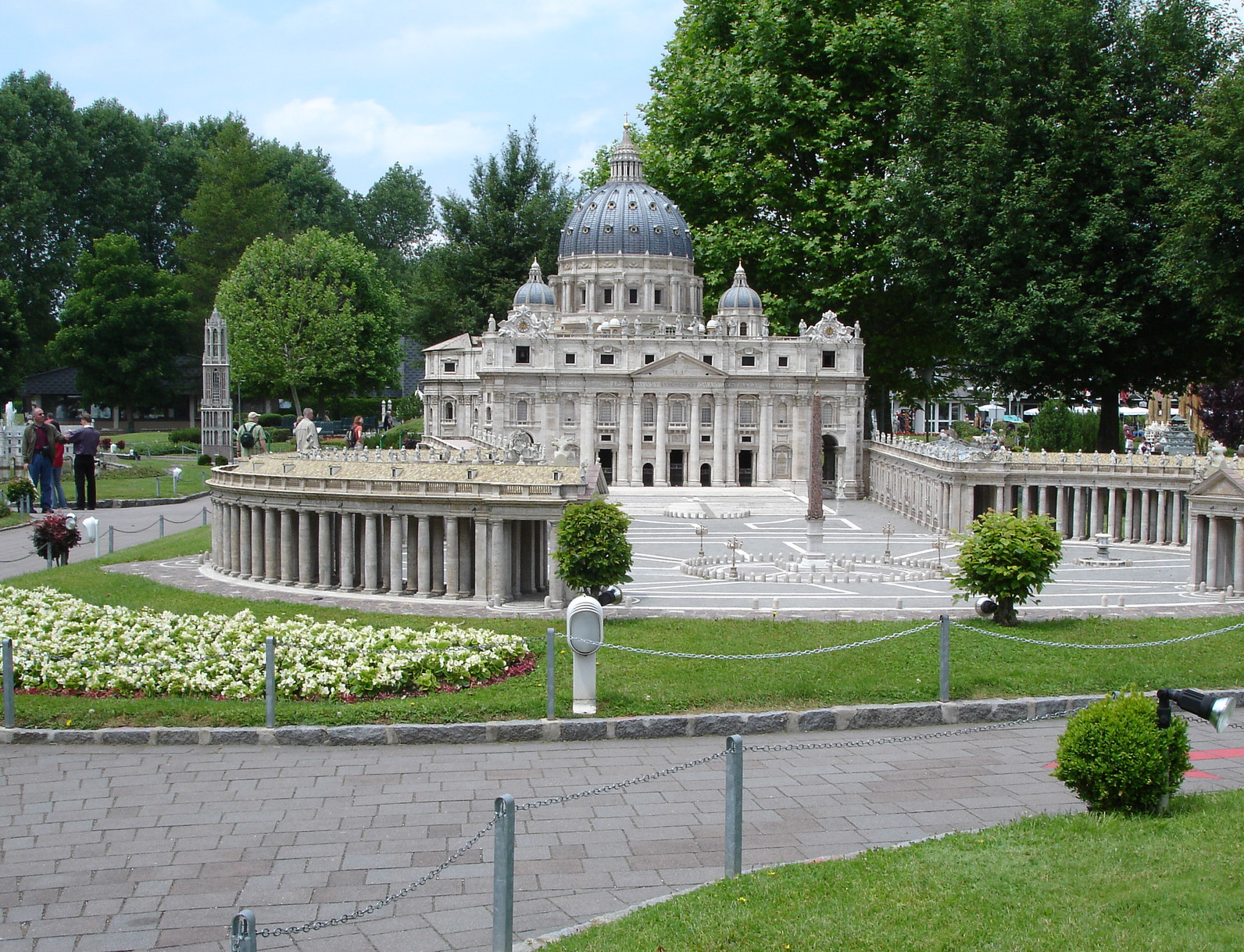
Basilica di San Pietro
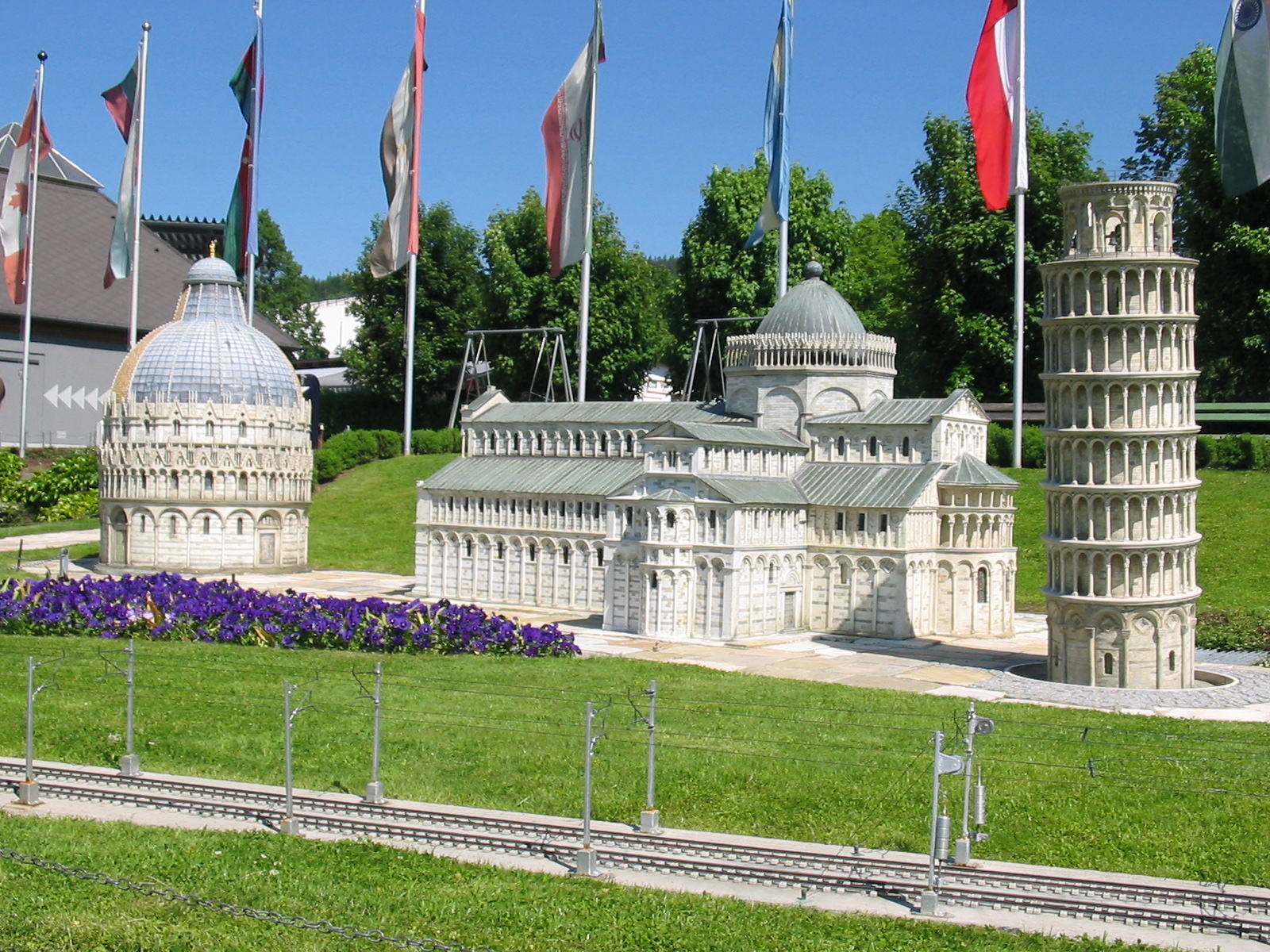
Piazza del Duomo di Pisa
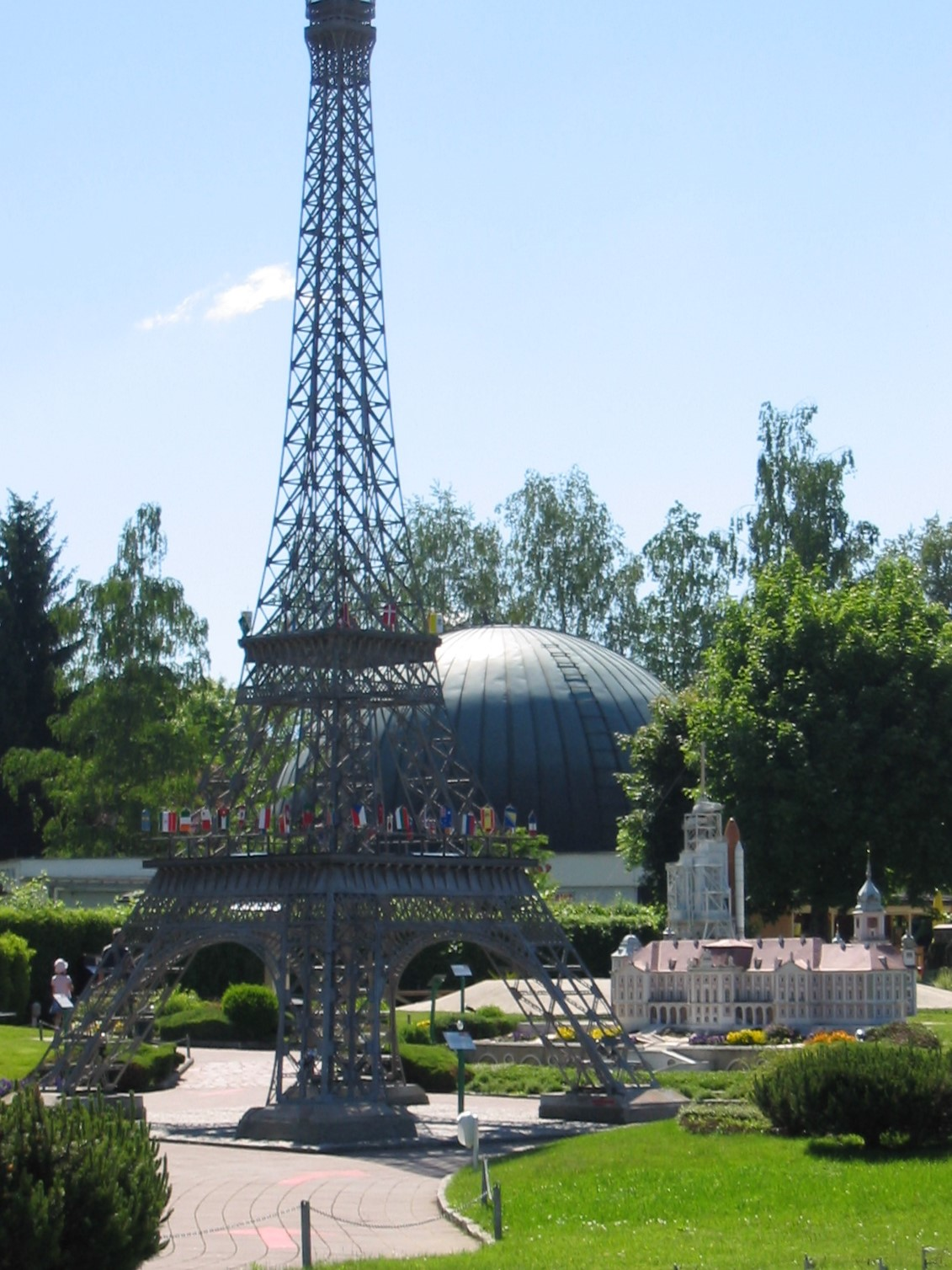
Tour Eiffel di Parigi
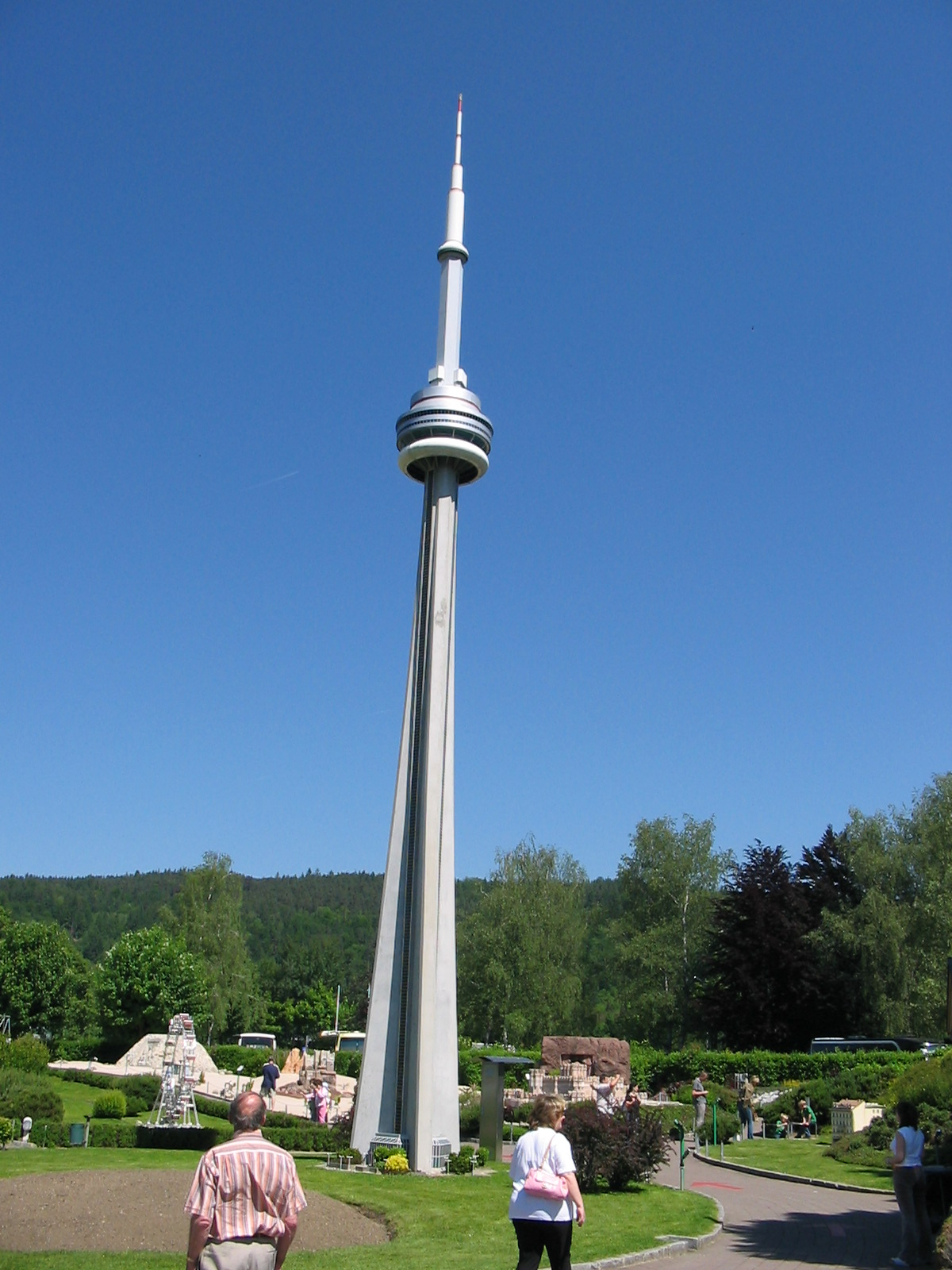
CN Tower, Toronto